# Славяне (клуб по американскому футболу)
«Славяне» (укр. Слов'яни) — украинский клуб по американскому футболу из Киева. Основан в 1992 году. Выступает в чемпионате Украины, где единственный раз становился победителем в 2004 году.

## История
Первая команда по американскому футболу в Киеве была основана 20 сентября 1992 года и получила название «Ястребы». Её учредителями выступили Юрий Череповский (главный тренер), Владимир Белоусов и Геннадий Гончаренко. В 1995 году клуб получил имя «Дестроерс» (с англ. — Разрушители), а с ноября 1999 года именуется как «Славяне».
Киевские «Ястребы» являлись участником первого в истории чемпионата Украины по американскому футболу в 1993 году, который прошёл в Харькове. На Кремлёвском кубке в Москве летом 1994 года клуб стал серебряным призёром турнира. С 2001 года главным тренером являлся Михаил Артемьев. В 2001 году впервые звание лучшего игрока чемпионата Украины получил бомбардир «Славян» Дмитрий Губарь, который за один сезон набрал 120 очков, включая 18 тачдаунов и 6 двухочковых реализаций.
Наряду с командой «Скифы-ДонНТУ» из Донецка, киевские «Славяне» стали первыми представителями Украины в евротурнирах, выступив в 2002 году в Европейской футбольной лиге. Единственную победу в чемпионате Украины «Славяне» добыли в 2004 году. В активе команды также есть пять серебряных и семь бронзовых наград чемпионата. В апреле 2021 года клуб заключил соглашение о сотрудничестве с Центром физического здоровья населения Деснянского района «Спорт для всех».
По итогам последнего чемпионата Украины по американскому футболу 2021 года команда финишировала на четвёртом месте в регулярном сезоне западного дивизиона.

## Достижения
Чемпионат Украины:
- Первое место: 2004
- Второе место: 1996, 1997, 2000, 2001, 2002
- Третье место: 1994, 1995, 1998, 2008, 2010, 2012, 2015

Кубок Украины:
- Первое место: 2008

Донбасс Арена Боул:
- Первое место: 2004
- Третье место: 1999

Кубок вызова:
- Первое место: 2001

Кубок федерации:
- Первое место: 2000

Кремлёвский кубок:
- Второе место: 1994